# Шпренхаген
Шпренхаген (нем. Spreenhagen) — община в Германии, в земле Бранденбург.
Входит в состав района Одер-Шпре. Подчиняется управлению Шпренхаген.  Население составляет 3441 человек (на 31 декабря 2010 года). Занимает площадь 136,00 км².
Коммуна подразделяется на 5 сельских округов.
| Год  | Население |
| ---- | --------- |
| 2005 | 3534      |
| 2010 | 3473      |